# Stratosfear
Stratosfear is het achtste muziekalbum van de Duitse muziekgroep Tangerine Dream (TD). 

## Inleiding
De succesvolle albums, ten minste in Engeland, werden steevast opgenomen in de geluidsstudio The Manor Studio. TD wilde het nu eens anders aanpakken; ze hadden genoeg van de technische storingen aldaar. Ze trokken daarom in augustus 1976 de 24-sporen Audio Studio in Berlijn in om hun volgende album op te nemen. De werktitel luidde Stratosphere (Stratosfeer), maar gaandeweg kreeg TD ook in deze Berlijnse studio te maken met problemen (Dolby-systeem werkte niet goed, mengtafel haperde en zoekgeraakte tapes), die er toe leidden dat de titel gewijzigd werd in Stratosfear (angst). TD koos er voor, wellicht onder druk van Richard Branson van Virgin Records, wat meer gangbare muziek op te nemen, dus geen nummer per plaatkant. 
De muziek op het album is aangepast aan de dan maar steeds vernieuwde synthesizers en andere elektronica. Zo beschikte Franke voor dit album over een voor hem speciaal gemaakte sequencer van Projekt Elektronik waaruit hij een geluid kon ontlokken dat aangeduid zou worden als ratcheting (een ratelend geluid). Ook is er een opvallende partij voor de Höhner Clavinet, die rond die tijd bekend stond als de “Funk keyboard”. De elektrische gitaar van Froese is opvallend aanwezig en er is zelfs een heel kort fragment slagwerk te horen. Dat de muziek hier en daar gelijkenis vertoont met die van Pink Floyd is niet vreemd, Floyd’s drummer Nick Mason zou ingeschakeld worden voor de mix, maar hij kon niet overweg met de werkwijze van TD, alle drie hadden gelijke inbreng.
Het nummer Stratosfear werd gedurende vele concerten gespeeld, ook nog in 2009, zie Izu

## Musici
- Edgar Froese, Christopher Franke, Peter Baumann – elektronica en apparatuur

## Muziek
| Nr. | Titel                                                      | Duur  |
| --- | ---------------------------------------------------------- | ----- |
| 1.  | Stratosfear (Froese, Franke, Baumann)                      | 10:38 |
| 2.  | The big sleep in search of Hades (Froese, Franke, Baumann) | 4:34  |

| Nr. | Titel                                                                     | Duur  |
| --- | ------------------------------------------------------------------------- | ----- |
| 1.  | 3 am at the border of the marsh from Okefenokee (Froese, Franke, Baumann) | 8:51  |
| 2.  | Invisible limits (Froese, Franke, Baumann)                                | 11:36 |

## Wetenswaardige bijzonderheden
Een promotiesingle werd geperst met sterk verkorte versies van Stratosfear en The big sleep. Het rustige begin van de track Invisible limits werd lange tijd gebruikt als begeleidingsmuziek tijdens de Lotto trekking op de Vlaamse BRT (televisie). 3 am at the border of the marsh from Okefenokee werd in 2002 gesampled voor het nummer Hayling van FC Kahuna. In search of de big sleep of Hades opent met klanken van een klavecimbel met fluitklanken uit de mellotron. De titel van deze track zou in 2019 deels hergebruikt worden voor verzamelbox In search of Hades. Invisible Limits werd door DJ Shadow gesampled voor zijn album Entroducing track Changeling/Transmission 1.

## Nasleep
TD ging op de grens van 1976 en 1977 op uitgebreide wereldtournee met concerten in zowel Europa (oktober/november) als Noord-Amerika (maart/april).

## Albumnotering
Het album stond vier weken in de Britse albumlijst
| Hitnotering: 13-11-1976 t/m 10-12-1976 | Hitnotering: 13-11-1976 t/m 10-12-1976 | Hitnotering: 13-11-1976 t/m 10-12-1976 | Hitnotering: 13-11-1976 t/m 10-12-1976 | Hitnotering: 13-11-1976 t/m 10-12-1976 | Hitnotering: 13-11-1976 t/m 10-12-1976 |
| Week:                                  | 1                                      | 2                                      | 3                                      | 4                                      |                                        |
| -------------------------------------- | -------------------------------------- | -------------------------------------- | -------------------------------------- | -------------------------------------- | -------------------------------------- |
| Positie:                               | 46                                     | 48                                     | 39                                     | 42                                     | uit                                    |